# Strategische Adviesraad voor Landbouw en Visserij
De Strategische Adviesraad voor Landbouw en Visserij (SALV) is een Vlaamse adviesraad die de Vlaamse Regering en het Vlaams Parlement adviseert over landbouw en visserij in de brede zin van het woord. 
De raad is opgericht bij decreet van 6 juli 2007 en toegewezen aan het beleidsdomein Landbouw en Visserij (LV). De adviezen, zoals vastgesteld door de belanghebbenden vertegenwoordigd in de SALV, passen in een gedragen politieke besluitvorming.
De SALV is administratief ingebed bij de Sociaal-Economische Raad van Vlaanderen (SERV), gehuisvest in de Wetstraat 34-36, 1040 Brussel.

## Samenstelling
De adviesraad bestaat uit 20 vertegenwoordigers en hun plaatsvervangers afkomstig uit 19 belanghebbendenorganisaties die betrokken zijn bij de land- en tuinbouwsector:
- Algemeen Boerensyndicaat
- Belgische mengvoerfabrikanten (BFA)
- Belgische Vereniging voor Onderzoek en Expertise voor de Consumentenorganisaties (BV OECO)
- Koepelorganisatie voor de biologische landbouw en voeding (Bioforum vzw)
- Boerenbond
- Bond Beter Leefmilieu
- Fedagrim
- Federatie voedingsindustrie (FEVIA Vlaanderen)
- Groene Kring
- Vertegenwoordiging van het Landbouwonderwijs
- Natuurpunt
- Phytofar
- Platform voor Landbouwonderzoek
- Rikolto
- Samen Ferm
- Unie van Zelfstandige Ondernemers
- Verbond Belgische Tuinbouwcoöperaties
- Vertegenwoordiging van de Visserijsector (Rederscentrale cv)
- Vlaams Agrarisch Centrum

De Vlaamse Regering duidt de organisaties aan en benoemt hun vertegenwoordigers voor een periode van vier jaar.

## Adviezen en andere publicaties
De SALV voorziet de beleidsmakers van adviezen over diverse onderwerpen die voor de belanghebbenden in de land- en tuinbouw en visserij relevant zijn. Daarbij gaat het onder meer om thema's die betrekking hebben op de relatie tussen landbouw en omgeving (bijvoorbeeld milieudruk, ecosysteemdiensten, ruimtelijke ordening, enz.) en om sociaal-economische thema's (economische veerkracht, innovatie,...).  Verder besteedt de SALV ruim aandacht aan de klimaatproblematiek, met belangstelling voor klimaatmitigatie, -adaptatie en sociaal-economische welvaart als drie essentiële hoekstenen van een klimaatslimme landbouw. 
De meeste adviezen zijn gericht aan de Vlaamse Regering en het Vlaams Parlement. In voorkomend geval richt de SALV zich ook tot het federale niveau. De SALV adviseert ook over complexe projecten, die een eerder lokaal karakter hebben.
Naast adviezen publiceert de SALV ook kennisnota's. Zo heeft de raad op vraag van het Vlaams Parlement in 2017 een verkennende nota opgesteld over de uitdagingen voor een duurzame toekomst voor de landbouw in Vlaanderen.

## Werking van de SALV
De SALV komt ongeveer maandelijks samen. De adviezen worden vooraf in werkcommissies voorbereid. De adviesraad werkt geregeld samen met andere adviesraden, zoals de SERV en de Milieu- en Natuurraad van Vlaanderen.
De agenda van de vergaderingen verschijnt vooraf op de website van de SALV.
Elk jaar publiceert de SALV een jaarverslag, waarbij de adviesraad terugblikt op de werking en de voornaamste publicaties van de raad. 

## Dagelijks Bestuur
Het Dagelijks Bestuur van de SALV wordt verkozen door de raad. De verkozen kandidaat voor het voorzitterschap wordt vervolgens voorgedragen aan de Vlaamse Regering, die het mandaat voor vier jaar goedkeurt. 
Hendrik Vandamme is huidig voorzitter van de adviesraad. Georges Van Keerberghen is ondervoorzitter. 

## Technische Werkcommissie Visserij
De Technische Werkcommissie Visserij (TWV) is een formele, door de Vlaamse Regering aangeduide werkcommissie van de SALV. Ze bestaat uit middenveldorganisaties die betrokken zijn bij de visserijsector. 
Ze verschaft de Vlaamse Regering en het Vlaamse Parlement adviezen over de visserij en het bredere beleid aangaande de Noordzee en het mariene milieu.
De voorzitter van de SALV benoemt de voorzitter en de leden van de TWV.

## Secretariaat
Het secretariaat van de SALV verzorgt de voorbereiding van de adviezen, modereert de onderhandelingen, bewaakt de opmaak- en goedkeuringsprocessen en communiceert de standpunten van de SALV.
Het secretariaat bestaat uit een secretaris en twee beleidsmedewerkers.